# Canal 7 (Jujuy)
El Canal 7 de Jujuy, estilizado como Canal Siete Jujuy, es un canal de televisión abierta argentino afiliado a Telefe que transmite desde la ciudad de San Salvador de Jujuy. El canal se llega a ver en gran parte de la Provincia de Jujuy y en parte de la Provincia de Salta a través de repetidoras. Es operado por Radio Visión Jujuy.

## Historia
El 23 de julio de 1963, mediante el Decreto 6043, el Poder Ejecutivo Nacional adjudicó a la empresa Radio Visión Jujuy S.A. (en ese entonces en proceso de formación y conformada por 12 personas) una licencia para explotar la frecuencia del Canal 7 de la ciudad de San Salvador de Jujuy, capital de la provincia homónima.
El 31 de octubre de 1963, los adjudicatarios de la licencia fundaron la sociedad para la explotación de la licencia de televisión.
La licencia inició sus transmisiones regulares el 30 de abril de 1966 como LW 80 TV Canal 7 de San Salvador de Jujuy. Gran parte del material audiovisual es comprado a Proartel, propietaria de Canal 13 de Buenos Aires y vinculada a CBS-TimeLife y a Goar Mestre.
El 30 de marzo de 1970, Canal 7 instaló su primera repetidora, ubicada en la cima del Cerro Zapla. El 31 de marzo de 1971, luego de verificar que las instalaciones de la repetidora funcionen correctamente, el Ente Nacional de la Radiodifusión y Televisión autorizó su funcionamiento en forma regular. Más tarde en 1972, la estación amplía su cobertura a pequeños poblados del noreste de la provincia de Salta.
El 10 de octubre de 1979, se firma un contrato entre Radio Visión Jujuy y el gobierno provincial, por el cual este último le paga a la emisora ARS$ 497 920 345 para reservar espacios televisivos destinados a campañas por 3 años.
En 1980, Radio Visión Jujuy instala antenas repetidoras con aportes de la dictadura para cubrir a la Quebrada de Humahuaca y la Puna jujeña para llegar a La Quiaca. El 11 de octubre de ese año, Canal 7 comenzó a emitir programas en color.
El 1° de diciembre de 1982, mediante el Decreto 1375, el Poder Ejecutivo Nacional renovó la licencia conferida del Canal 7.
El 27 de julio de 1983, mediante el Decreto 1890, autorizó el ingreso a Radio Visión Jujuy S.A. (licenciataria de Canal 7) de Susana Carrillo de Quevedo Cornejo.
El 21 de agosto de 1984, mediante el Decreto 2529, autorizó el ingreso a la empresa de Cristina Raquel Marciani de Fernández.
El 18 de octubre de 1984, mediante la Ley 4115, el gobierno provincial declaró a la emisora «de interés provincial al servicio de televisión y comunicación en general para toda la provincia». Hasta 1986, el Canal 7 era la única señal local de la provincia, ya que en la zona no estaba lo suficientemente desarrollado los circuitos cerrados.
El 31 de octubre de 1985, mediante el Decreto 2127, el Poder Ejecutivo Nacional autorizó el ingreso a Radio Visión Jujuy S.A. (licenciataria de Canal 7) de Laura Eusebia Brizuela de Carrizo.
El 21 de septiembre de 1989, el presidente Carlos Menem dispuso por decreto la privatización de los Canales 11 y 13 de la ciudad de Buenos Aires. Una de las empresas que participó en esas licitaciones era la sociedad Televisión Federal S.A. (Telefe), que tuvo en esos momentos como uno de sus principales accionistas a Televisoras Provinciales S.A. (del cual Radio Visión Jujuy S.A., la licenciataria de Canal 7, era accionista).
La licitación de Canal 11 fue ganada por la empresa Arte Radiotelevisivo Argentino (Artear), propiedad del Grupo Clarín. No obstante, debido a que también había obtenido la licencia de Canal 13, tenía que optar por uno de ellos y decidió quedarse con este último y por lo tanto, el 11 terminó en manos de Televisión Federal. La licencia se hizo efectiva el 15 de enero de 1990.
En 1996, Miguel Valdez Cánepa, responsable de la grilla de programación del Canal 7 durante gran parte de su historia, se retira de Radio Visión Jujuy y declaró que ya no había material para programar dado que la emisora comenzó a retransmitir Telefe la mayor parte del tiempo.
El 26 de enero de 1998, mediante el Decreto 95, el Poder Ejecutivo Nacional autorizó el ingreso a Radio Visión Jujuy S.A. (licenciataria de Canal 7) de Eulalia Quevedo de Jenefes.
En abril de 1998, se dio a conocer que Televisoras Provinciales vendió su participación en Televisión Federal a Atlántida Comunicaciones y que 7 de las 10 empresas que lo conformaban aceptaron la oferta presentada por AtCo para quedarse con sus respectivas licencias. (siendo la transacción de esta última completada en septiembre de ese año, pasando todos los canales adquiridos a formar parte del Grupo Telefe). Los dueños del 7 de Jujuy y de otros 2 canales (entre ellos uno que hoy pertenece a Telefe, el 8 de Tucumán) no aceptaron la oferta de adquisición hecha por Atlántida por sus licencias.
El 7 de julio de 2010, la Autoridad Federal de Servicios de Comunicación Audiovisual, mediante la Resolución 231, autorizó al Canal 7 a realizar pruebas en la Televisión Digital Terrestre bajo el estándar ISDB-T (adoptado en Argentina mediante el Decreto 1148 de 2009). Para ello se le asignó el Canal 36 en la banda de UHF.
El 1° de mayo de 2011, Canal 7 comenzó a emitir en el canal 36.1 de la TDA de San Salvador de Jujuy.
El 1 de agosto de 2014, Canal 7 comenzó a emitir programación en HD.
El 4 de junio de 2015, la Autoridad Federal de Servicios de Comunicación Audiovisual, mediante la Resolución 381, le asignó a Canal 7 el Canal 36.1 para emitir de forma regular (en formato HD) en la Televisión Digital Terrestre.
Desde el 15 de noviembre de 2018, se encuentra disponible en DirecTV, en la señal 133.

## Programación
Actualmente, parte de la programación del canal consiste en retransmitir parte de los contenidos del Canal 11 de Buenos Aires (cabecera de la cadena Telefe).
La señal también posee programación local, entre los que se destacan Noticias 7 (que es el servicio informativo del canal), Mañanas informadas (magazine matutino), Detrás de las noticias (programa político) y Aquí te lo contamos (magazine del mediodía) entre otros programas locales.

## Noticias 7
Es el servicio informativo del canal con principal enfoque a la Provincia de Jujuy. Actualmente, posee dos ediciones que se emiten de lunes a viernes (a las 13:00 y a las 20:00). Además, emite De 7 a 9, que es el noticiero de la mañana que tiene el canal.
Originalmente, se llamaban División Noticias, Canal 7 Informa y más adelante Telenoticiero 7. En 2000 fue llamado Radio Visión Noticias (RVN).
En 2020 volvió a llamarse Noticias 7 hasta 2021, cambiando a RVN Noticias.
En marzo de 2023, regresó actualmente como Noticias 7.

## Repetidoras
Canal 7 cuenta con 9 repetidoras en la Provincia de Jujuy y 5 en el norte y sur de la Provincia de Salta. 9 de las 14 repetidoras que se encuentran en Jujuy son administradas por el Estado Provincial.
| Provincia de Jujuy | Provincia de Jujuy            |
| ------------------ | ----------------------------- |
| Canal              | Localización de la repetidora |
| 6                  | Cerro El Churbatal            |
| 13                 | Cerro Zapla                   |
| 11                 | Coctaca                       |
| 72                 | El Aguilar                    |
| 13                 | Huacalera                     |
| 9                  | Humahuaca                     |
| 12                 | La Quiaca                     |
| 9                  | Purmamarca                    |
| 2                  | Volcán                        |

| Provincia de Salta | Provincia de Salta            |
| ------------------ | ----------------------------- |
| Canal              | Localización de la repetidora |
| 10                 | General Mosconi/Tartagal      |
| 6                  | Rosario de la Frontera        |
| 3                  | San José de Metán             |
| 4                  | San Ramón de la Nueva Orán    |
| 70                 | Senda Hachada                 |